# Bistum Sulmona-Valva
Das Bistum Sulmona-Valva (lat.: Dioecesis Sulmonensis-Valvensis, ital.: Diocesi di Sulmona-Valva) ist eine in Italien gelegene römisch-katholische Diözese mit Sitz in Sulmona.

## Geschichte

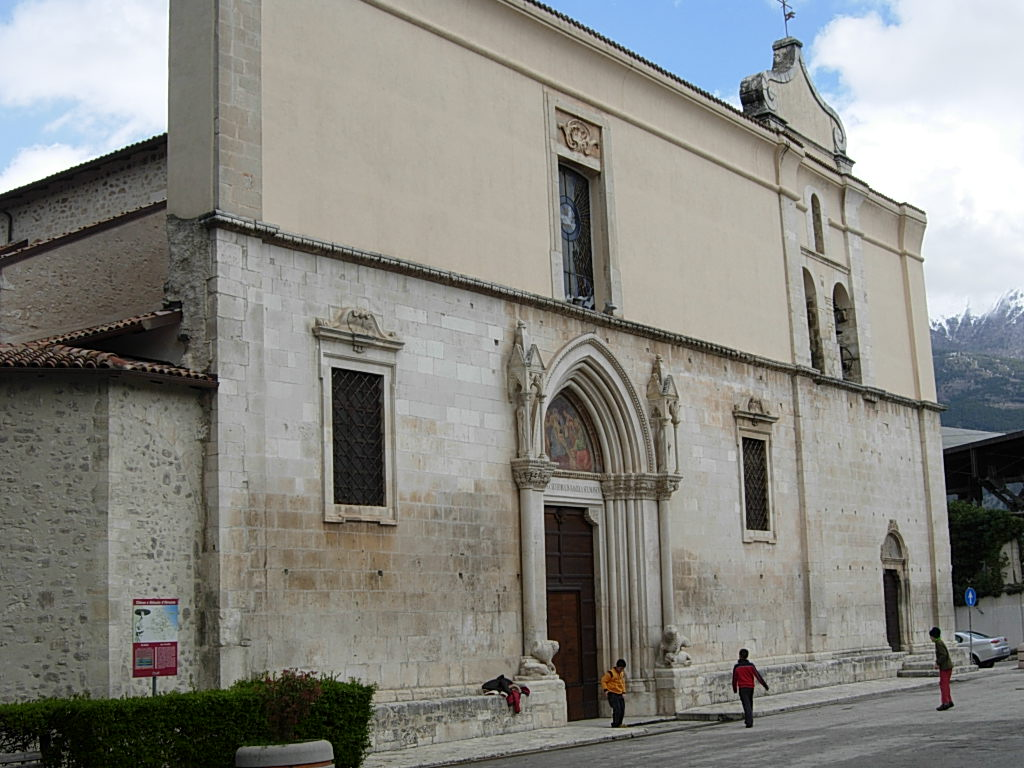
Kathedrale San Panfilo Vescovo in Sulmona

Im 6. Jahrhundert wurde das Bistum Sulmona errichtet. Am 27. Juni 1818 wurde das Territorium des Bistums Valva dem Bistum Sulmona angegliedert. Das Bistum Valva und Sulmona wurde am 15. August 1972 durch Papst Paul VI. mit der Apostolischen Konstitution Cum cognitum dem Erzbistum L’Aquila als Suffraganbistum unterstellt. Am 30. September 1986 wurde das Bistum Valva und Sulmona in Bistum Sulmona-Valva umbenannt.